# Nyílfű
A nyílfű (Sagittaria sagittifolia) a hídőrfélék (Alismataceae) családjába tartozó, Európában és Nyugat-Ázsiában honos, mocsarakban, tópartokon, lassú folyók mentén élő növény.

## Megjelenése
A nyílfű 30-120 cm magas, lágyszárú, évelő növény. Gyökerei tarackosak, végükön ősszel áttelelő gumó képződik. Vízből kiálló tőlevelei hosszú nyelűek (nyele 45 cm-es is lehet), széles nyílhegy formájúak, 15–25 cm hosszúak és 10–22 cm szélesek. Mélyebb vízben levelei nagyobbra nőnek. Alámerült levelei szalag formájúak, kb. 2 cm szélesek és akár 80 cm hosszúak. 
Júniustól augusztusig virágzik. Szárán több örvben állnak fürtös virágzatai. A 2-2,5 cm-es virágok egyivarúak. A termős virágok kisebbek, rövid kocsányúak, a porzós virágok alatt helyezkednek el. A három sziromszerű lepellevél fehér, tövükben liláspiros folttal. 
Termése fejecskeszerű, apró szárnyas résztermésekre esik szét. 

## Elterjedése és termőhelye
Alapvetően európai faj, de elterjedési területe átnyúlik Nyugat-Szibériába, Kazahsztánba és Törökországba is. Magyarországon gyakori.
Lassú folyású folyókban, mocsarakban, csatornákban, tóparti nádasokban él 10-50 cm mély vízben.  

## Jelentősége
Keményítőben gazdag gumói alaposan megfőzve ehetőek, nyersen azonban mérgezőek. Főleg a gyöktörzse, de kisebb mértékben a levelei is illóolajakat és hólyaghúzó hatású gyantát tartalmaznak. A legelő állatoknál hasmenést, és bénulás következtében beálló elhullást is okozhat. Szárítva elveszti mérgező hatását.     

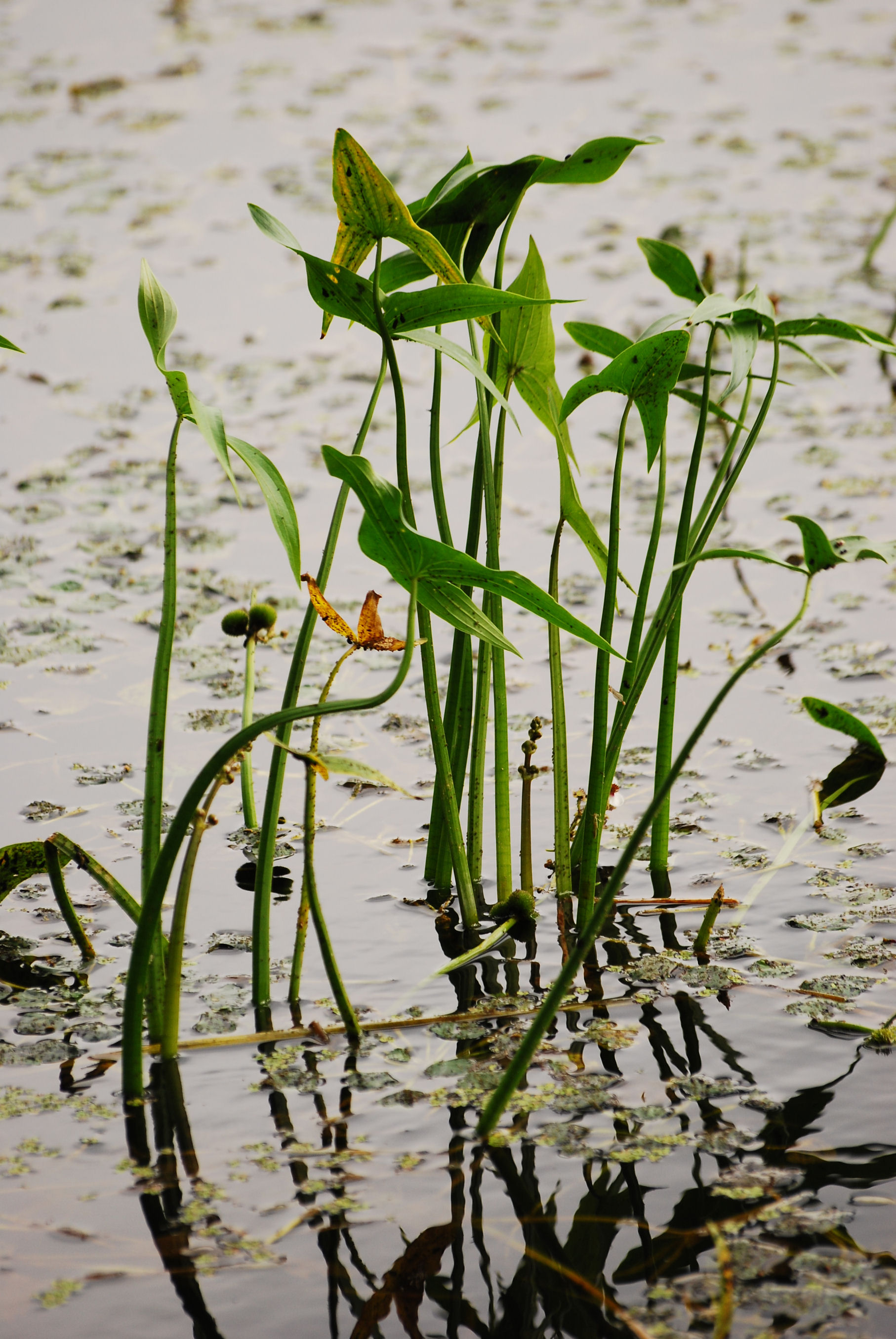
Habitusa
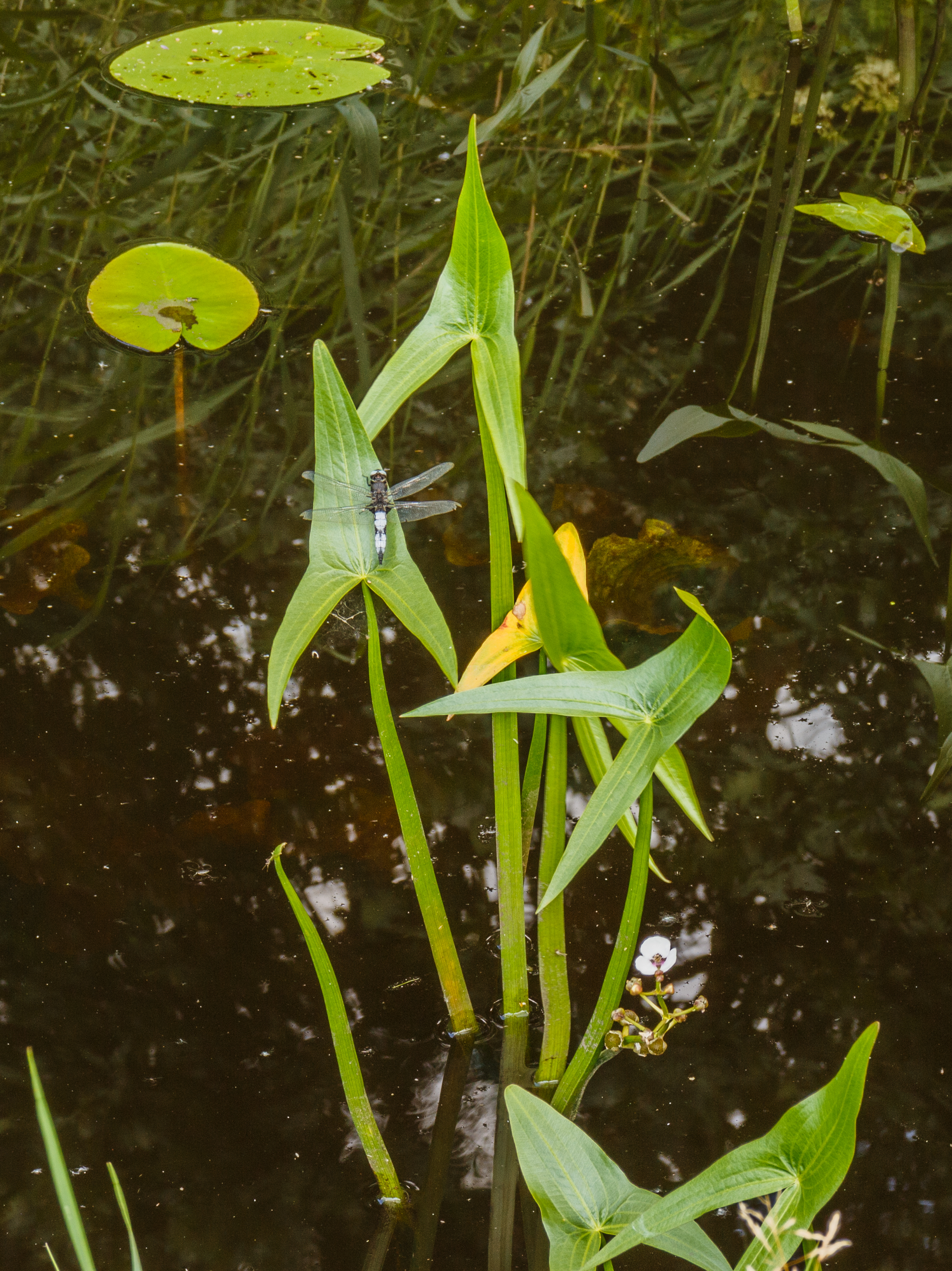
Virága
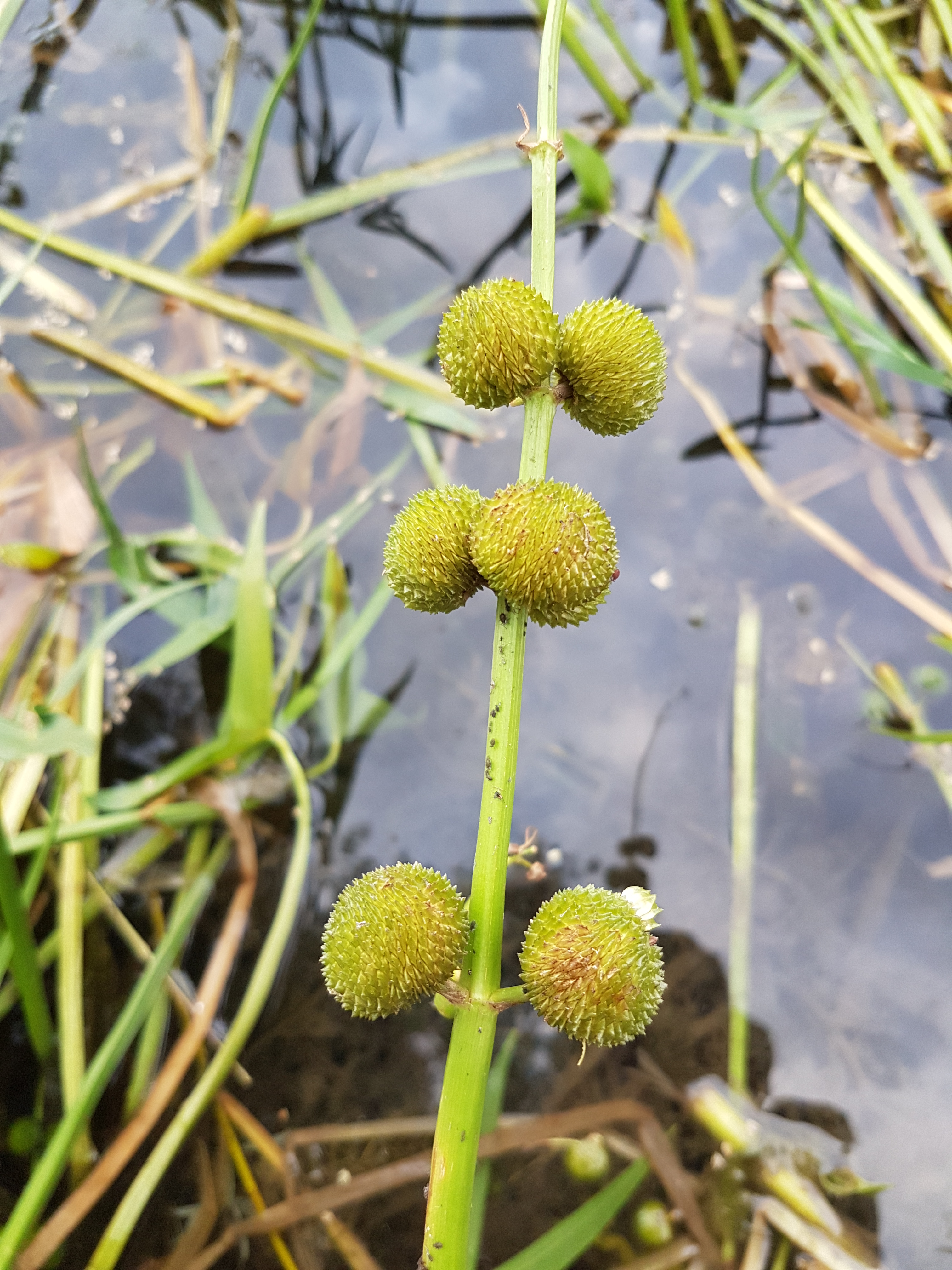
Termései
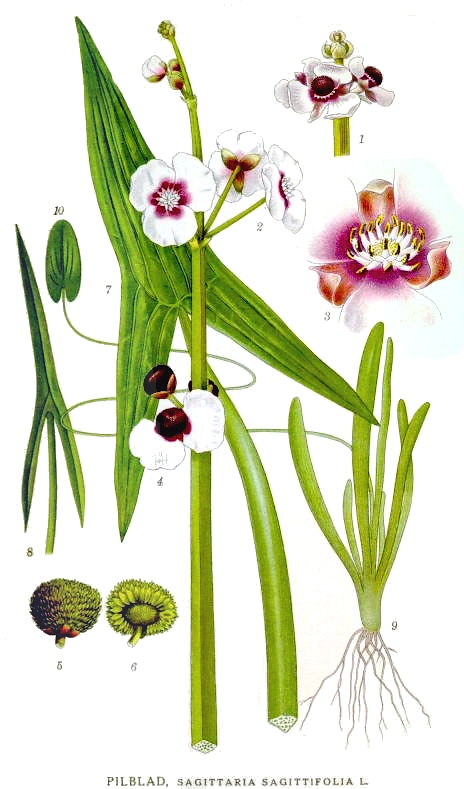
Ábrázolása egy svéd botanikakönyvben (1926)